# D Pfalz 77
Beim D Pfalz 77 handelt es sich um zweiachsige Abteilwagen, die für die Pfälzischen Eisenbahnen gebaut wurden. Ursprünglich ein Wagen der Gattung C – siehe auch Blatt-Nr. 033 und 034 – wurde er im Wagenstandsverzeichnis der Königlich Bayerischen Staatseisenbahn – linksrheinisches Netz – von 1913 unter den Blatt-Nr. 051 in unterschiedlichen Ausführungen (gebremst, ungebremst) als Wagen der Gattung D geführt.

## Beschaffung
Zwischen 1861 und 1874 wurde eine größere Anzahl von Abteilwagen mit identischen Abmessungen und Baugrundsätzen beschafft, die in der Folge sowohl als Gattung C als auch als CPost und ab 1907 als Gattung D geführt wurden. Es handelte sich dabei sowohl um ungebremste als auch um gebremste Fahrzeuge. Die Beschaffung erfolgte auf Rechnung aller drei Teilgesellschaften der Pfälzischen Eisenbahnen. Die Beschaffungskosten sind in Rotstift auf dem Seite 47 des Wagenstandsverzeichnis von 1902 vermerkt (siehe Link im Abschnitt Skizzen, Musterblätter, Fotos).

## Verbleib
Schon im Wagenverzeichnis von 1913 waren einzelne Wagen nicht mehr aufgeführt. Auf Grund des Alters der Wagen ist nicht zu vermuten, dass diese 1920 noch von der Reichsbahn übernommen wurden.

## Konstruktive Merkmale

### Untergestell
Der Fahrgestell-Rahmen der Wagen war noch in kombinierter Holz- und Eisenbauweise aufgebaut. So waren die äußeren Längsträger Profileisen während die Pufferbohlen und alle Querträger aus Holz waren. Die äußeren Längsträger hatten doppelte T-Form. Als Zugeinrichtung hatten die Wagen Schraubenkupplungen, die Zugstange war durchgehend und mittig gefedert. Als Stoßeinrichtung besaßen die Wagen Stangenpuffer mit einer beidseitigen Einbaulänge von 650 mm.

### Laufwerk
Die Wagen hatten genietete Fachwerkachshalter aus Flacheisen mit der kurzen, geraden Bauform. Gelagert waren die Achsen in geteilten Gleitachslagern. Die Räder hatten Speichenradkörper und einen Raddurchmesser von 1014 mm. Die lang gestreckte Federung war mit einfachen Laschen in den Federböcken befestigt. Die Wagen gab es in gebremster und ungebremster Ausführung. Die Bremsen wirkten beidseitig auf alle Räder.

### Wagenkasten
Der Wagenkasten bestand aus einem hölzernen Ständerwerk, die seitlichen Wände waren nach unten leicht eingezogen, die Stirnwände gerade. Das Dach hatte nur eine flache Rundung. Bei den Wagen in der gebremsten Ausführung war auf einer Seite ein hochgesetztes, nur einseitig zugängliches Bremserhaus vor die Stirnwand gesetzt. Die Wagen hatten insgesamt fünf Abteile der 3. Klasse mit je 10 Sitzen. Die Wagen hatten alle lange, seitliche Laufbretter mit Haltestangen am Wagenkasten.
Bei den Wagen gab es zwischen den Abteilen A und B einen seitlichen Durchgang. Ebenso waren die Abteile C bis E durch seitliche Durchgänge miteinander verbunden.

### Ausstattung
Als Beleuchtung hatten die Wagen zwei Gasleuchten, die in das Dach eingebaut waren. Der zur Versorgung notwendige Druckbehälter mit einem Volumen von 260 Liter hing in Fahrtrichtung unter dem Wagenkasten.
Die Beheizung erfolgte über Dampf. Zur Belüftung besaßen die Wagen Kiemenlüfter über den Fenstern und den Abteiltüren.

## Skizzen, Musterblätter, Fotos

Ansicht zu Blatt 20 aus WV vo0n 1902
Seite 47 aus WV von 1902
Ansicht zu Blatt 051 aus WV von 1913

## Wagennummern
Die Daten sind den im Literaturverzeichnis aufgeführten verschiedenen Wagenpark-Verzeichnissen der Pfälzischen Eisenbahnen und der Kgl.Bayer.Staatseisenbahnen – Pfälzisches Netz, sowie den Büchern von Emil Konrad (Reisezugwagen der deutschen Länderbahnen, Band II) und  Albert Mühl (Die Pfalzbahn) entnommen.
| Blatt-Nr. Herstelld. | Blatt-Nr. Herstelld. | Gattungszeichen je Epoche Wagennummern je Epoche (mit Direktionsangaben) | Gattungszeichen je Epoche Wagennummern je Epoche (mit Direktionsangaben) | Gattungszeichen je Epoche Wagennummern je Epoche (mit Direktionsangaben) | Gattungszeichen je Epoche Wagennummern je Epoche (mit Direktionsangaben) | Gattungszeichen je Epoche Wagennummern je Epoche (mit Direktionsangaben) | Gattungszeichen je Epoche Wagennummern je Epoche (mit Direktionsangaben) | Gattungszeichen je Epoche Wagennummern je Epoche (mit Direktionsangaben) | Fahrwerk      | Fahrwerk | Fahrwerk                  | Fahrwerk                  | Fahrwerk                  | Ausstattung               | Ausstattung               | Ausstattung                                         | Ausstattung                                         | Ausstattung                                         | Ausstattung                                         | Ausstattung                                         | Ausstattung | Ausstattung | Zusatzinfos                  |
| Bau- jahr            | Her- steller         | ab 1875                                                                  | ab 1907                                                                  | Rep. 1919                                                                | DR (ab 1923)                                                             | DRG (ab 1930)                                                            | Ausge- mustert                                                           | letzt. Heimat-Bf.                                                        | Anz. Ach- sen | LüP      | Unt. Gest.                | Achs sen Art              | Brem- sen                 | Bl.                       | Hz.                       | Art u.Anz. Abteile (Sitze je Klasse) [Mil. Nutzung] | Art u.Anz. Abteile (Sitze je Klasse) [Mil. Nutzung] | Art u.Anz. Abteile (Sitze je Klasse) [Mil. Nutzung] | Art u.Anz. Abteile (Sitze je Klasse) [Mil. Nutzung] | Art u.Anz. Abteile (Sitze je Klasse) [Mil. Nutzung] | Mil.        | Mil.        | Bemerkung                    |
| Blatt-Nr. 051I       | Blatt-Nr. 051I       | C.                                                                       | D.                                                                       |                                                                          | D Pfalz 77                                                               |                                                                          |                                                                          |                                                                          |               |          | (siehe jeweilige Legende) | (siehe jeweilige Legende) | (siehe jeweilige Legende) | (siehe jeweilige Legende) | (siehe jeweilige Legende) | A                                                   | I.                                                  | II.                                                 | III.                                                | IV.                                                 | O           | M           | Ludwigsbahn                  |
| -------------------- | -------------------- | ------------------------------------------------------------------------ | ------------------------------------------------------------------------ | ------------------------------------------------------------------------ | ------------------------------------------------------------------------ | ------------------------------------------------------------------------ | ------------------------------------------------------------------------ | ------------------------------------------------------------------------ | ------------- | -------- | ------------------------- | ------------------------- | ------------------------- | ------------------------- | ------------------------- | --------------------------------------------------- | --------------------------------------------------- | --------------------------------------------------- | --------------------------------------------------- | --------------------------------------------------- | ----------- | ----------- | ---------------------------- |
| 1880/ 1883           | W.F.L.               | 208 – 212                                                                | 208 – 212                                                                |                                                                          |                                                                          |                                                                          |                                                                          |                                                                          | 2             | 9.350    | E,H                       |                           | Brh; Sbr                  | G                         | D                         |                                                     |                                                     |                                                     |                                                     | 5 (50)                                              |             | 34          | Ausstattung mit Kurzkupplung |
| Blatt-Nr. 051I       | Blatt-Nr. 051I       | C.                                                                       | D.                                                                       |                                                                          | D Pfalz 77                                                               |                                                                          |                                                                          |                                                                          |               |          | (siehe jeweilige Legende) | (siehe jeweilige Legende) | (siehe jeweilige Legende) | (siehe jeweilige Legende) | (siehe jeweilige Legende) | A                                                   | 1.                                                  | 2.                                                  | 3.                                                  | 4.                                                  | O           | M           | Nordbahn                     |
| 1880/ 1883           | W.F.L.               | 5 148                                                                    | 5 148                                                                    |                                                                          |                                                                          |                                                                          |                                                                          |                                                                          | 2             | 9.350    | E,H                       |                           | Brh; Kp                   | G                         | D                         |                                                     |                                                     |                                                     |                                                     | 5 (50)                                              |             | 34          |                              |
| 1880/ 1883           | W.F.L.               | 5 159 5 150                                                              | 5 159 5 150                                                              |                                                                          |                                                                          |                                                                          | Brh; Sbr                                                                 |                                                                          | 2             | 9.350    | E,H                       |                           |                           | G                         | D                         |                                                     |                                                     |                                                     |                                                     | 5 (50)                                              |             | 34          |                              |
| Blatt-Nr. 051II      | Blatt-Nr. 051II      | C.                                                                       | D.                                                                       |                                                                          | D Pfalz 77                                                               |                                                                          |                                                                          |                                                                          |               |          | (siehe jeweilige Legende) | (siehe jeweilige Legende) | (siehe jeweilige Legende) | (siehe jeweilige Legende) | (siehe jeweilige Legende) | A                                                   | 1.                                                  | 2.                                                  | 3.                                                  | 4.                                                  | O           | M           | Ludwigsbahn                  |
| 1878                 | W.F.L.               | 385 – 387                                                                | 385 – 387                                                                |                                                                          |                                                                          |                                                                          |                                                                          |                                                                          | 2             | 9.000    | E,H                       |                           | (ohne)                    | G                         | D                         |                                                     |                                                     |                                                     |                                                     | 5 (50)                                              |             | 34          |                              |
| 1878                 | W.F.L.               | 389 – 396                                                                | 389 – 396                                                                |                                                                          |                                                                          |                                                                          |                                                                          |                                                                          | 2             | 9.000    | E,H                       |                           | (ohne)                    | G                         | D                         |                                                     |                                                     |                                                     |                                                     | 5 (50)                                              |             | 34          |                              |
| Blatt-Nr. 051III     | Blatt-Nr. 051III     | C.                                                                       | D.                                                                       |                                                                          | D Pfalz 77                                                               |                                                                          |                                                                          |                                                                          |               |          | (siehe jeweilige Legende) | (siehe jeweilige Legende) | (siehe jeweilige Legende) | (siehe jeweilige Legende) | (siehe jeweilige Legende) | A                                                   | 1.                                                  | 2.                                                  | 3.                                                  | 4.                                                  | O           | M           | Ludwigsbahn                  |
| 1880– 1883           | W.F.L.               | 201                                                                      | 3201                                                                     |                                                                          |                                                                          |                                                                          |                                                                          |                                                                          | 2             | 9.000    | E,H                       |                           | Ll                        | G                         | D                         |                                                     |                                                     |                                                     |                                                     | 5 (50)                                              |             | 34          |                              |
| 1880– 1883           | W.F.L.               | 203 – 205                                                                | 203 – 205                                                                |                                                                          |                                                                          |                                                                          |                                                                          |                                                                          | 2             | 9.000    | E,H                       |                           | Ll                        | G                         | D                         |                                                     |                                                     |                                                     |                                                     | 5 (50)                                              |             | 34          |                              |
| 1880– 1883           | W.F.L.               | 207                                                                      | 207                                                                      |                                                                          |                                                                          |                                                                          |                                                                          |                                                                          | 2             | 9.000    | E,H                       |                           | Ll                        | G                         | D                         |                                                     |                                                     |                                                     |                                                     | 5 (50)                                              |             | 34          |                              |
| Blatt-Nr. 051III     | Blatt-Nr. 051III     | C.                                                                       | D.                                                                       |                                                                          | D Pfalz 77                                                               |                                                                          |                                                                          |                                                                          |               |          | (siehe jeweilige Legende) | (siehe jeweilige Legende) | (siehe jeweilige Legende) | (siehe jeweilige Legende) | (siehe jeweilige Legende) | A                                                   | 1.                                                  | 2.                                                  | 3.                                                  | 4.                                                  | O           | M           | Nordbahn                     |
| 1880– 1883           | W.F.L.               | 5131–3133                                                                | 5131–5133                                                                |                                                                          |                                                                          |                                                                          |                                                                          |                                                                          | 2             | 9.000    | E,H                       |                           | Ll                        | G                         | D                         |                                                     |                                                     |                                                     |                                                     | 5 (50)                                              |             | 34          |                              |
| 1880– 1883           | W.F.L.               | 5137–5140                                                                | 5137–5140                                                                |                                                                          |                                                                          |                                                                          |                                                                          |                                                                          | 2             | 9.000    | E,H                       |                           | Ll                        | G                         | D                         |                                                     |                                                     |                                                     |                                                     | 5 (50)                                              |             | 34          |                              |